# Saaristoa sammamish
Saaristoa sammamish är en spindelart som först beskrevs av Levi 1955.  Saaristoa sammamish ingår i släktet Saaristoa och familjen täckvävarspindlar. Inga underarter finns listade i Catalogue of Life.